# The Real Housewives
 (juin 2023).
La mise en forme du texte ne suit pas les recommandations de Wikipédia : il faut le « wikifier ».
Les points d'amélioration suivants sont les cas les plus fréquents. Le détail des points à revoir est peut-être précisé sur la page de discussion.
- Les titres sont pré-formatés par le logiciel. Ils ne sont ni en capitales, ni en gras.
- Le texte ne doit pas être écrit en capitales (les noms de famille non plus), ni en gras, ni en italique, ni en « petit »…
- Le gras n'est utilisé que pour surligner le titre de l'article dans l'introduction, une seule fois.
- L'italique est rarement utilisé : mots en langue étrangère, titres d'œuvres, noms de bateaux, etc.
- Les citations ne sont pas en italique mais en corps de texte normal. Elles sont entourées par des guillemets français : « et ».
- Les listes à puces sont à éviter, des paragraphes rédigés étant largement préférés. Les tableaux sont à réserver à la présentation de données structurées (résultats, etc.).
- Les appels de note de bas de page (petits chiffres en exposant, introduits par l'outil «  Source ») sont à placer entre la fin de phrase et le point final[comme ça].
- Les liens internes (vers d'autres articles de Wikipédia) sont à choisir avec parcimonie. Créez des liens vers des articles approfondissant le sujet. Les termes génériques sans rapport avec le sujet sont à éviter, ainsi que les répétitions de liens vers un même terme.
- Les liens externes sont à placer uniquement dans une section « Liens externes », à la fin de l'article. Ces liens sont à choisir avec parcimonie suivant les règles définies. Si un lien sert de source à l'article, son insertion dans le texte est à faire par les notes de bas de page.
- La présentation des références doit suivre les conventions bibliographiques. Il est recommandé d'utiliser les modèles {{Ouvrage}}, {{Chapitre}}, {{Article}}, {{Lien web}} et/ou {{Bibliographie}}. Le mode d'édition visuel peut mettre en forme automatiquement les références.
- Insérer une infobox (cadre d'informations à droite) n'est pas obligatoire pour parachever la mise en page.

Pour une aide détaillée, merci de consulter Aide:Wikification.
Si vous pensez que ces points ont été résolus, vous pouvez retirer ce bandeau et améliorer la mise en forme d'un autre article.
Les Real Housewives est une franchise d'émissions de téléréalité américaine qui a débuté le 21 mars 2006 avec The Real Housewives of Orange County. Chaque franchise se concentre sur la vie personnelle et professionnelle d'un groupe de femmes aisées résidant dans ou autour d'une certaine ville ou région géographique. 12 séries différentes ont été produites aux États-Unis, et il existe 22 autres adaptations internationales. Bien qu'étant une production américaine, The Real Housewives of Dubai se déroule hors des États-Unis. Les séries américaines sont principalement diffusées sur Bravo, avec une franchise diffusée sur Peacock.
La première adaptation internationale, The Real Housewives of Athens, a été lancée le 4 mars 2011. L'adaptation internationale la plus ancienne est The Real Housewives of Cheshire, qui a durée 17 saisons. La première franchise enregistrée en afrikaans, The Real Housewives of Pretoria, a été lancée le 13 octobre 2022 en Afrique du Sud.
Les franchises américaines ont donné naissance à 27 séries dérivées en tout. Vanderpump Rules, basée sur la carrière de restauratrice de la participante Lisa Vanderpump demeure la plus populaire série dérivée, engendrant à son tour des séries dérivés basées sur ses divers personnages.

## Historique
Le 1er mai 2005, The Real Housewives figure pour la première fois comme l'une des six nouvelles émissions de télé-réalité commandées par la chaîne de télévision américaine Bravo.
L'émission a été inspirée par des feuilletons scénarisés ("soaps"), notamment Desperate Housewives et Peyton Place, et se veut un regard documentaire sur la vie de femmes aisées "ayant une vie glamour dans une communauté exclusive et pittoresque du sud de la Californie où la maison moyenne vaut 1,6 million de dollars, et dont les résidents sont habituellement PDG, ou athlètes professionnels à la retraite." 

### Les Real Housewives d'Orange County
En janvier 2006, The Real Housewives of Orange County (souvent abrégé comme "RHOC") est annoncée. Le tournage débute en 2005 sous le titre Behind the Gates  à Coto de Caza, dans le comté d'Orange en Californie.
La première saison a été diffusée sur Bravo du 21 mars au 9 mai 2006. Le casting original était composé de Kimberly Bryant, Jo De La Rosa, Vicki Gunvalson, Jeana Keough et Lauri Waring.
Trois émissions découlent du succès de cette première mouture : Date My Ex: Jo & Slade, Tamra's OC Wedding et Glitter Town.

### Les Real Housewives de New York
Bravo amorce la production de l'émission Manhattan Moms en septembre 2007 . En janvier 2008, l'émission est renommée The Real Housewives of New York City ("RHONY").
Bravo diffuse la première saison du 4 mars au 27 mai 2008 . Le casting original était composé de Luann de Lesseps, Bethenny Frankel, Alex McCord, Ramona Singer et Jill Zarin.
À la suite d'un accueil négatif de la treizième saison, l'émission subit une refonte. Le nouveau casting se compose de Sai De Silva, Ubah Hassan, Erin Lichy, Jenna Lyons, Lizzy Savetsky, Jessel Taank et Brynn Whitfield.
Le 9 mai 2025, Le réseaux annonce qu'ils ont décidé de mettre l'émission en pause après 14 saisons dont deux saisons de reboot malgré cela ils espèrent pouvoir la relancer un jour.
L'émission en engendre trois autres : Bethenny Ever After, Bethenny & Fredrik et Luann & Sonja: Welcome to Crappie Lake.

### Les Real Housewives d'Atlanta
En juin 2008, le troisième opus de la franchise, The Real Housewives of Atlanta ("RHOA"), est annoncé .
Bravo diffuse la première saison, filmée à Atlanta, en Géorgie, du 7 octobre au 25 novembre 2008. Le casting original était composé de NeNe Leakes, DeShawn Snow, Shereé Whitfield, Lisa Wu et Kim Zolciak.
L'émission demeure très populaire puisque pas moins de 10 émissions en découlent: Don't Be Tardy, The Kandi Factory, I Dream of NeNe: The Wedding, Kandi's Wedding, Kandi's Ski Trip, Xscape: Still Kickin' It, Kandi Koated Nights, Porsha's Have a Baby, Porsha's Family Matters et Kandi et le gang.

### Les Real Housewives du New Jersey
En mai 2008, le quatrième opus de la franchise, The Real Housewives of New Jersey ("RHONJ"), est annoncée, avant que l'opus basé à Atlanta le soit .
La première saison a été diffusée, toujours sur Bravo, du 12 mai au 8 juillet 2009. Le casting original était composé de Teresa Giudice, Jacqueline Laurita, Caroline Manzo, Dina Manzo et Danielle Staub. Cette première saison est filmée à Franklin Lakes, New Jersey.
Quatre émissions en découlent : Boys to Manzo, Joe & Rosie Explain, Manzo'd with Children et Teresa Checks In.

### Les vraies femmes au foyer de DC
En octobre 2009, le cinquième volet de la franchise, The Real Housewives of DC ("RHODC"), est annoncé . Cette fois-ci, les participantes vivent à Washington, DC.
La saison est diffusée sur Bravo du 5 août au 21 octobre 2010. Elle met en vedette Mary Amons, Lynda Erkiletian, Cat Ommanney, Michaele Salahi et Stacie Scott Turner.
L'émission ne dure qu'une saison, devenant la première franchise à être annulée; Michaele Salahi, et son mari Tareq ont provoqué la controverse en entrant avec succès à la Maison Blanche sans y être invités pour un dîner d'État tout en étant filmés pour l'émission, ce qui entraînera son annulation.

### Les Real Housewives de Beverly Hills
En mars 2010, le sixième volet de la franchise, The Real Housewives of Beverly Hills ("RHOBH"), a été annoncé, filmé à Beverly Hills et dans la vallée de San Fernando, en Californie.
La première saison a été diffusée du 14 octobre 2010 au 15 février 2011. Les participantes sont : Taylor Armstrong, Camille Grammer, Adrienne Maloof, Kim Richards, Kyle Richards et Lisa Vanderpump.
Deux émissions sont basées sur ce volet: Vanderpump Rules et Vanderpump Dogs. Vanderpump Rules a lui-même eu deux émissions connexes: Vanderpump Rules After Show et Vanderpump Rules : Jax And Brittany Take Kentucky.

### Les Real Housewives de Miami
En mars 2010, le réseau commande une émission intitulée Miami Social Club, qui servirait de reconstitution de la défunte émission Miami Social, aussi sur Bravo .The Real Housewives of Miami ("RHOM") en sera la titre définitif, devenant le septième volet de la franchise.
La première saison a été diffusée sur Bravo du 22 février au 5 avril 2011. Les participantes sont Lea Black, Adriana de Moura, Alexia Echevarria, Marysol Patton, Larsa Pippen et Cristy Rice.
Après une interruption de huit ans, la quatrième saison a été diffusée sur Peacock du 16 décembre 2021 au 10 mars 2022. Le nouveau casting se compose de Guerdy Abraira, Lisa Hochstein, Julia Lemigova, Nicole Martin, Alexia Nepola et Larsa Pippen.
L'émission Havana Elsa st basée sur cette mouture.

### Les Real Housewives de Potomac
En novembre 2015, le huitième volet de la franchise, The Real Housewives of Potomac ("RHOP"), a été annoncé. La série s'appelait Potomac Ensemble avant de changer. La série se déroule à Potomac au Maryland.
La première saison, diffusée sur Bravo du 17 janvier au 17 avril 2016, met en scène Gizelle Bryant, Ashley Darby, Robyn Dixon, Karen Huger, Charrisse Jackson-Jordan et Katie Rost .
L'émission Karen's Grande Dame Reunion est basée sur The Real Housewives of Potomac.

### Les Real Housewives de Dallas
Avant l'annonce de l'émission, son titre de travail était Ladies of Dallas lors de sa première production, un spin-off potentiel de Ladies of London .
The Real Housewives of Dallas, a été annoncé en novembre 2015, marquant la neuvième itération du concept, cette fois-ci filmée à Dallas, Texas.
La première saison est en ondes du 11 avril au 19 juin 2016 . Cary Deuber, Tiffany Hendra, Stephanie Hollman, LeeAnne Locken et Brandi Redmond sont les personnages principaux.
Le 17 août 2021, le réseau a annoncé qu'il n'avait pas l'intention de filmer une sixième saison, posant sa production de façon indéfinie.

### Les Real Housewives de Salt Lake City
Le dixième opus de la franchise, The Real Housewives of Salt Lake City ("RHOSLC"), a été annoncé fin 2019. L'émission est filmée à Salt Lake City, Utah, et dans ces environs .
Bravo diffuse la première saison du 11 novembre 2020 au 24 février 2021. Les participantes sont Lisa Barlow, Mary Cosby, Heather Gay, Meredith Marks, Whitney Rose et Jen Shah.

### Les Real Housewives de Dubaï
Onzième opus de la franchise, The Real Housewives of Dubai, a été annoncé en novembre 2021. Il s'agit de la première émission filmée hors des États-Unis.
La diffusion de la première saison a lieu du 1er juin au 7 septembre 2022. Nina Ali, Chanel Ayan, Caroline Brooks, Sara Al Madani, Lesa Milan et Caroline Stanbury sont les participantes principales .
En novembre 2024, Bravo a annoncé que l'émission avait été mise en pause. 

## Liste des séries dans la franchise
Il y a 11 séries sous la bannière "Real Housewives" jusqu'à présent.
Le succès des séries américaines a donné lieu à 26 séries dérivées centrées sur certaines des participantes, leur carrière, ou leurs projets personnels. Vanderpump Rules, mettant en vedette le personnel des restaurants et des bars appartenant à Lisa Vanderpump de The Real Housewives of Beverly Hills.
 Séries en cours.
 Une nouvelle saison est annoncée.
 Status indéterminé.
 Série en développement.
 Développement terminé.

### Séries Américaines
| Series                                  | Abbrev.                                 | Localitation | Chaine de diffusion                        | Première diffusion | Première diffusion | Nb. de saisons | Ref.   |
| --------------------------------------- | --------------------------------------- | ------------ | ------------------------------------------ | ------------------ | ------------------ | -------------- | ------ |
| The Real Housewives of Orange County    | RHOC                                    | Californie   | Bravo                                      | 21 mars 2006       | en cours           | 19             | [ 29 ] |
| The Real Housewives of New York City    | RHONY                                   | New York     | Bravo                                      | 4 mars 2008        | 4 février 2025     | 15             | [ 30 ] |
| The Real Housewives of Atlanta          | RHOA                                    | Georgia      | Bravo                                      | 7 octobre 2008     | en cours           | 16             | [ 31 ] |
| The Real Housewives of New Jersey       | RHONJ                                   | New Jersey   | Bravo                                      | 12 mai 2009        | en cours           | 14             | [ 32 ] |
| The Real Housewives of D.C.             | RHODC                                   | D.C.         | Bravo                                      | 5 août 2010        | 21 octobre 2010    | 1              | [ 33 ] |
| The Real Housewives of Beverly Hills    | RHOBH                                   | Californie   | Bravo                                      | 14 octobre 2010    | en cours           | 14             | [ 34 ] |
| The Real Housewives of Miami            | RHOM                                    | Floride      | Bravo (1 à 3, depuis la 6) Peacock (4 à 5) | 22 février 2011    | en cours           | 7              | [ 35 ] |
| The Real Housewives of Potomac          | RHOP                                    | Maryland     | Bravo                                      | 17 janvier 2016    | en cours           | 10             | [ 36 ] |
| The Real Housewives of Dallas           | RHOD                                    | Texas        | Bravo                                      | 11 avril 2016      | 11 mai 2021        | 5              | [ 37 ] |
| The Real Housewives of Salt Lake City   | RHOSLC                                  | Utah         | Bravo                                      | 11 novembre 2020   | en cours           | 6              | [ 23 ] |
| The Real Housewives Ultimate Girls Trip | RHUGT                                   | Divers       | Peacock                                    | 16 novembre 2021   | 4 janvier 2024     | 5              | [ 38 ] |
| The Real Housewives of Dubai            | RHODubai                                | UAE          | Bravo                                      | 1er juin 2022      | en cours           | 2              | [ 39 ] |
| The Real Housewives of Rhode Island     | RHORI                                   | Rhode Island | Bravo                                      | Prochainement      | Prochainement      | 1              | [ 40 ] |
| Wife Swap : The Real Housewives Edition | Wife Swap : The Real Housewives Edition | Divers       | Bravo                                      | Prochainement      | Prochainement      | 1              | [ 41 ] |

| Series                                                 | Abbrev.      | Localitation     | Chaine de diffusion                | Première diffusion | Première diffusion | Nb. de saisons |
| ------------------------------------------------------ | ------------ | ---------------- | ---------------------------------- | ------------------ | ------------------ | -------------- |
| The Real Housewives of Athens                          | RHOAthens    | Grèce            | ANT1                               | 4 mars 2011        | 27 mai 2011        | 1              |
| Me'usharot                                             | MU           | Israel           | Channel 10                         | 24 octobre 2011    | 24 juillet 2013    | 3              |
| Mulheres Ricas                                         | MR           | Brésil           | Band                               | 2 janvier 2012     | 11 mars 2013       | 2              |
| The Real Housewives of Vancouver                       | RHOV         | Canada           | Slice                              | 4 avril 2012       | 9 avril 2013       | 2              |
| The Real Housewives of Toronto                         | RHOT         | Canada           | Slice                              | 7 mars 2017        | 9 mai 2017         | 1              |
| Les Vraies Housewives                                  | LVH          | France           | NT1                                | 18 mars 2013       | 1er avril 2013     | 1              |
| The Real Housewives of Melbourne                       | RHOMelbourne | Australie        | Arena (1 à 4) Arena FOX (5)        | 23 février 2014    | NC                 | 5              |
| The Real Housewives of Sydney                          | RHOS         | Australie        | Arena (1) Binge (2)                | 26 février 2017    | NC                 | 3              |
| The Real Housewives Ultimate Girls Trip                | RHUGT        | Australie        | Binge                              | Prochainement      | Prochainement      | 1              |
| The Real Housewives of Cheshire                        | RHOCheshire  | Royaume-Uni      | ITVBe                              | 12 janvier 2015    | NC                 | 18             |
| The Real Housewives of Jersey                          | RHOJersey    | Royaume-Uni      | ITVBe                              | 28 décembre 2020   | 7 mars 2022        | 2              |
| The Real Housewives of London                          | RHOL         | Royaume-Uni      | Hayu                               | Prochainement      | Prochainement      | 1              |
| The Real Housewives of Auckland                        | RHOAKL       | Nouvelle-Zélande | Bravo                              | 22 août 2016       | 18 octobre 2016    | 1              |
| The Real Housewives of Hungary                         | RHOH         | Hongrie          | Viasat 3                           | 25 septembre 2017  | 20 décembre 2020   | 4              |
| The Real Housewives of Budapest                        | RHOBudapest  | Hongrie          | RTL                                | 4 décembre 2023    | NC                 | 1              |
| The Real Housewives of Johannesburg                    | RHOJ         | Afrique du Sud   | 1Magic                             | 3 août 2018        | 18 août 2023       | 3              |
| The Real Housewives of Durban                          | RHODurban    | Afrique du Sud   | Showmax                            | 29 janvier 2021    | NC                 | 5              |
| The Real Housewives of Cape Town                       | RHOCT        | Afrique du Sud   | Mzansi Magic                       | 10 juillet 2022    | NC                 | 2              |
| Die Real Housewives van Pretoria                       | RHOPTA       | Afrique du Sud   | KykNET                             | 13 octobre 2022    | NC                 | 1              |
| The Real Housewives of Gqeberha                        | RHOGQ        | Afrique du Sud   | 1Magic                             | 3 février 2023     | NC                 | 1              |
| Die Real Housewives van die Wynlande                   | RHOWL        | Afrique du Sud   | KykNET                             | 20 avril 2023      | NC                 | 1              |
| The Real Housewives Ultimate Girls Trip - South Africa | RHUGTSA      | Afrique du Sud   | Showmax                            | 27 mai 2024        | NC                 | 1              |
| The Real Housewives di Napoli                          | RHODN        | Italie           | Real Time (s. 1) Discovery+ (s. 2) | 29 novembre 2019   | 10 octobre 2021    | 2              |
| The Real Housewives di Roma                            | RHODR        | Italie           | Real Time Discovery+               | 1er mai 2024       | NC                 | 1              |
| The Real Housewives of Slovenija                       | RHOSlovenia  | Slovenia         | Planet TV                          | 2 octobre 2021     | 4 décembre 2021    | 1              |
| The Real Housewives of Lagos                           | RHOL         | Nigeria          | Showmax                            | 8 avril 2022       | NC                 | 3              |
| The Real Housewives of Abuja                           | RHOAbuja     | Nigeria          | Showmax                            | 17 février 2023    | NC                 | 1              |
| The Real Housewives of Amsterdam                       | RHOAMS       | Pays-Bas         | Videoland                          | 24 novembre 2022   | NC                 | 3              |
| The Real Housewives van het Zuiden                     | RHVHZ        | Pays-Bas         | Videoland                          | 18 avril 2025      | NC                 | 1              |
| The Real Housewives of Rotterdam                       | RHOR         | Pays-Bas         | Videoland                          | Prochainement      | Prochainement      | 1              |
| The Real Housewives of Nairobi                         | RHONairobi   | Kenya            | Showmax                            | 23 février 2023    | NC                 | 2              |
| The Real Housewives. Żony Warszawy                     | RHOW         | Poland           | Polsat                             | 6 septembre 2023   | 22 novembre 2023   | 1              |
| The Real Housewives Suomi                              | RHSuomi      | Finland          | Nelonen                            | 14 février 2024    | NC                 | 1              |
| The Real Housewives of Munich                          | RHOMUC       | Allemagne        | RTL+                               | 6 juin 2024        | 27 juillet 2024    | 1              |
| The Real Housewives of Antwerp                         | RHOÂNT       | Belgique         | Streamz                            | 17 mars 2025       | NC                 | 1              |

## Format et éléments récurrents
Chaque série se concentre sur la vie sociale et huppée d'un groupe de cinq à sept femmes dans une ville ou une zone géographique spécifique. Les membres de la distribution sont généralement des femmes relativement aisées dans la quarantaine. La vie personnelle et professionnelle des membres de la distribution est abordée, en particulier leurs interactions les unes avec les autres dans un cadre mondain (activités et voyages, soirées cocktails, galas de bienfaisance etc.). Les producteurs visent à inclure au moins un événement phare par épisode, ce à quoi on rajoute des scènes individuelles et des confessionnaux. Une saison comporte généralement 20 à 25 épisodes.
La franchise a été décrite comme un "docu-soap" - un hybride des genres de la télé-réalité et du feuilleton. Les émissions ne sont pas scénarisées, mais les producteurs de terrain interviennent souvent pour orienter la direction des conversations ou attiser les conflits.

## Récompenses, prix, et nominations
La franchise a remporté collectivement un Critics' Choice Television Award et quatre National Reality Television Awards, en plus d'être nommée à un total de 24 National Reality Television Awards, 24 People's Choice Awards, 16 MTV Movie & TV Awards, quatre AACTA Awards, trois Critics ' Choice Real TV Awards, deux Dorian Awards, un Leo Award, un TCA Award, un Canadian Screen Award et un TRIC Award.